# René Finkelstein
Pour les articles homonymes, voir Finkelstein.
René Finkelstein, né le 16 février 1922 dans le 12e arrondissement de Paris et mort le 18 décembre 2015 dans le 5e arrondissement, est un éditeur français, spécialisé dans la presse catholique. Il est notamment directeur général des Éditions Fleurus de 1955 à 1960.
Il est le père d'Anne-Marie Finkelstein.
Au cours de sa carrière, il est notamment président du Centre national de presse catholique (1958-59), secrétaire général du Syndicat national des publications destinées à la jeunesse (1955-60), directeur de la revue Rond-Point (1964-66), secrétaire général (1981-2015) du Syndicat national de la presse hebdomadaire parisienne, président (1961-62 et 1993), Vice-président (1974) puis Secrétaire général de la Commission de la carte d'identité des journalistes professionnels, directeur d’études et de recherche à l'université Paris IV-Sorbonne (1980-97), membre du Conseil économique et social (1981), administrateur de Médiafor (1995-2015).

## Décorations
- Commandeur de l'ordre des Palmes académiques (2001)[3]
- Médaille de la France libérée (1955)[4]